# خوان هرنانديز خيمينيز
خوان هرنانديز خيمينيز (بالإسبانية: Juan Hernández Giménez)‏ هو طيار إسباني، ولد في 1914 في لا يونيون في الفلبين، وتوفي في 2006 في فرنسا.